# Jules-Joseph Moury

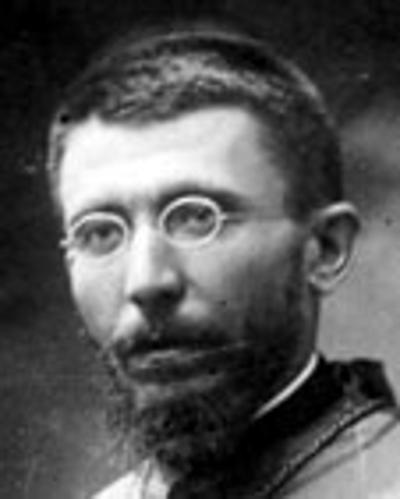
Jules-Joseph Moury, SMA

Jules-Joseph Moury SMA (* 11. Oktober 1873 in Agnat, Frankreich; † 29. März 1935 ebenda) war der erste Apostolische Vikar der Elfenbeinküste.

## Leben
Der in Frankreich geborene Moury trat der Gesellschaft der Afrikamissionen bei und empfing am 30. Mai 1896 das Sakrament der Priesterweihe. 1899 wurde er in die Elfenbeinküste entsandt und war 1905 an der Missionsgründung in Abidjan beteiligt.
Papst Pius X. ernannte ihn am 18. Januar 1910 zum Apostolischen Präfekten der Elfenbeinküste. Mit der Erhebung der Apostolischen Präfektur zum Apostolischen Vikariat wurde Moury am 17. November 1911 Apostolischer Vikar und Titularbischof von Ariassus. Die Bischofsweihe spendete ihm am 6. Juni 1912 der Weihbischof in Lyon, Louis-Jean Dechelette. Mitkonsekratoren waren Paul Pellet, Generalsuperior der Gesellschaft der Afrikamissionen, und François Steinmetz, Apostolischer Vikar von Dahomey. Jules-Joseph Moury kehrte 1934 aus gesundheitlichen Gründen nach Frankreich zurück und starb im März 1935.